# Капітонова Юлія Володимирівна
Юлія Володимирівна Капітонова (21 листопада 1935, Ленінград, СРСР — 12 червня 2008, Київ) — український фахівець у галузі кібернетики. Доктор фізико-математичних наук, професор, Заслужений діяч науки і техніки УРСР. Лауреат Державної премії СРСР та двічі лауреат Державної премії України в галузі науки і техніки.

## Біографія та наукова діяльність
У 1958 році закінчила Київський державний університет (1958). Відтоді працювала в Інституті кібернетики Національної академії наук України, була ученицею Віктора Михайловича Глушкова.
У 1965 році захистила кандидатську дисертацію. У 1976 році здобула ступінь доктора фізико-математичних наук. Від 1982 року — завідувачка відділу теорії цифрових автоматів.
Наукові дослідження — у галузях проєктування нових комп'ютерних засобів, математичної кібернетики, історії кібернетики. Розробила методологію та методику моделювання програмних систем на основі блочно-ієрархічного принципу, за яким апаратну й програмну частини подано як алгебраїчні вирази (специфікації); ефективні методи побудови верифікаторів зі змінною структурою.

Могила Юлії Капітонової та її родини, Байкове кладовище

Чоловік — Анатолій Алєксєєв (1935—2006), математик, доктор технічних наук. Померла на 73-му році життя 12 червня 2008 року. Була кремована, прах похований в колумбарії Байкового кладовища (50°24′53.67″ пн. ш. 30°30′4.02″ сх. д. / 50.4149083° пн. ш. 30.5011167° сх. д.).

## Основні наукові праці
- Автоматизация проектирования вычислительных машин. К., 1975 (співавт.);
- Шляхи створення штучного інтелекту // Наука і культура. 1981. № 3 (співавт.);
- Математическая теория проектирования вычислительных систем. Москва, 1988;
- Основи дискретної математики: Посіб. у 2 т. К., 2002 (співавт.);
- Спецификация систем с помощью базовых протоколов // КСА. 2005. № 4 (співавт.).

## Відзнаки та нагороди
Лауреат премії Ленінського комсомолу, Державної премії СРСР (1977) — спільно з В. М. Глушковим та В. П. Деркачем за роботи з автоматизації і проектування ЕОМ, премії Ради Міністрів СРСР. У 1984 році отримала премію ім. В. Глушкова АН УРСР. У 1991 році отримала звання Заслуженого діяча науки і техніки УРСР. Нагороджена двома Державними преміями України в галузі науки і техніки (1993 і 2003).